# Papilionanthe hookeriana
Espèce
Synonymes
- Vanda hookeriana Rchb.f.

Statut CITES
Papilionanthe hookeriana est une espèce de plantes à fleurs de la famille des Orchidaceae. C'est une orchidée épiphyte originaire de Malaisie.